# 317 Roxane
Roxane (asteroide 317) é um asteroide da cintura principal com um diâmetro de 18,67 quilómetros, a 2,0912846 UA. Possui uma excentricidade de 0,0854446 e um período orbital de 1 262,96 dias (3,46 anos).
Roxane tem uma velocidade orbital média de 19,69659683 km/s e uma inclinação de 1,76276º.
Este asteroide foi descoberto em 11 de Setembro de 1891 por Auguste Charlois.
Foi nomeado em honra da princesa Roxana.